# Brockhausen (Bad Essen)
Brockhausen ist ein Ortsteil in der Gemeinde Bad Essen im niedersächsischen Landkreis Osnabrück.

## Geschichte
1392 wurde die Ortschaft Brockhausen erstmals im Kirchspiel Barkhausen urkundlich erwähnt.
Bis 1972 war die Ortschaft Brockhausen eine selbständige Gemeinde, als Teil vom Landkreis Wittlage. Im Zuge der Gebietsreform in Niedersachsen, die am 1. Juli 1972 stattfand, wurden der Landkreis Wittlage dem Landkreis Osnabrück angegliedert und die Gemeinde Brockhausen – mit 16 weiteren Ortschaften – zum Ortsteil der neuen Gemeinde Bad Essen.
Einwohnerentwicklung
| Jahr      | 1910  | 1925  | 1933  | 1939  | 1950  | 1956  | 1961  | 1970        | 1981  | 2019  |
| --------- | ----- | ----- | ----- | ----- | ----- | ----- | ----- | ----------- | ----- | ----- |
| Einwohner | 449   | 441   | 394   | 361   | 583   | 481   | 439 ¹ | 416 ²       | 373   | 352   |
| Quelle    | [ 5 ] | [ 6 ] | [ 6 ] | [ 6 ] | [ 1 ] | [ 1 ] | [ 3 ] | [ 3 ] [ 7 ] | [ 2 ] | [ 2 ] |

¹ Volkszählungsergebnis vom 6. Juni

² Volkszählungsergebnis vom 27. Mai
|  |

## Politik

### Gemeinderat und Bürgermeister
Auf kommunaler Ebene wird der Ort Brockhausen vom Gemeinderat aus Bad Essen vertreten.

### Ortsvorsteher
Der Ortsvorsteher von Brockhausen ist Willi Ahrens (SPD). Die Amtszeit läuft von 2016 bis 2021.

## Kultur und Sehenswürdigkeiten
Im Ort am Brockhauser Weg liegt eines der großen Gasthäuser der Gemeinde Bad Essen, welches sich seit 1853 im Familienbesitz befindet.
Brockhausen befindet sich in einer ausgedehnten Feld- und Wiesenlandschaft, die ideal ist um am nahe gelegenen Mittellandkanal Radtouren zu tätigen. Es bieten sich Wanderungen im nahen Wiehengebirge an. Das Wandern und Radfahren ist im Naturpark TERRA.vita erholsam, wobei auf die Thementouren in unmittelbarer Nachbarschaft verwiesen wird, die zu dem Schloss Ippenburg und dem Schloss Hünnefeld und weiteren sehenswerten Gärten, dem Museum und Park Kalkriese zur Varusschlacht und zu den Dinosaurierfährten von Barkhausen unternommen werden können.

## Sonstiges
- 2008 nahm Frank Heitmeyer als erster Brockhauser an den Paralympischen Spielen in Peking im Sportschießen teil.
- Bereits 1851 wurde in Brockhausen der Posaunenchor Brockhausen-Rabber gegründet, welcher der Kirchengemeinde Barkhausen-Rabber angehört. Damit ist er einer der ältesten Posaunenchöre Norddeutschlands.
- Die Schützengesellschaft Brockhausen von 1960 e. V. richtet jedes Jahr ein bekanntes Schützenfest aus.[11]
- Die „Carports“ sind ein regional bekannter Dorf-Chor.
- Windpark mit drei Windkraftanlagen des Typs Enercon E-115 mit 149 m Nabenhöhe und 207 m Gesamthöhe.[12]